# Determinante Moore de uma matriz hermitiana
Em matemática, sobretudo na álgebra linear, o determinante Moore de uma matriz hermitiana é um determinante de matrizes hermitianas que foi introduzido por E M Moore em 1922, onde uma matriz quaterniônica  {\displaystyle A=(a_{ij}),i,j=1,...,n} é hermitiana se {\displaystyle (a_{ij})={\overline {a}}_{ij}} para todo {\displaystyle i,j}. Segue-se que todos os elementos da diagonal de {\displaystyle A} são números reais e que as submatrizes {\displaystyle A^{11},A^{12,12}} são hermitianas.